# Polska Liga Hokejowa (2007/2008)
Polska Liga Hokejowa sezon 2007/2008
Złoty Kij za sezon otrzymał Arkadiusz Sobecki (GKS Tychy), a Srebrny Kij Tomasz Rajski (Podhale Nowy Targ) i Bartosz Stepokura (Zagłębie Sosnowiec).

## Zespoły
- Podhale Nowy Targ – mistrz
- GKS Tychy
- Cracovia
- Stoczniowiec Gdańsk
- Zagłębie Sosnowiec
- TKH Toruń
- Unia Oświęcim
- Naprzód Janów
- KH Sanok
- Polonia Bytom – beniaminek

## Sezon zasadniczy

### I etap

#### Tabela
L = lokata, M = liczba rozegranych spotkań, W = Wygrane (ogółem), P = Porażki (ogółem), R = Remisy, WpD = Wygrane po dogrywce, PpD = Porażki po dogrywce, G+ = Gole strzelone, G- = Gole stracone, Pkt = Liczba zdobytych punktów, +/− Różnica bramek
| L   | Drużyna             | M  | Pkt | W  | R | P  | WpD | PpD | G+  | G-  | +/−  |
| --- | ------------------- | -- | --- | -- | - | -- | --- | --- | --- | --- | ---- |
| 1.  | Cracovia            | 36 | 81  | 27 | 0 | 9  | 4   | 4   | 144 | 79  | +65  |
| 2.  | GKS Tychy           | 36 | 76  | 26 | 0 | 10 | 3   | 1   | 131 | 80  | +51  |
| 3.  | Zagłębie Sosnowiec  | 36 | 69  | 23 | 0 | 13 | 2   | 2   | 133 | 102 | +31  |
| 4.  | Stoczniowiec Gdańsk | 36 | 66  | 21 | 0 | 15 | 3   | 6   | 130 | 109 | +21  |
| 5.  | Podhale Nowy Targ   | 36 | 58  | 20 | 0 | 16 | 4   | 2   | 150 | 119 | +31  |
| 6.  | Naprzód Janów       | 36 | 54  | 18 | 0 | 18 | 3   | 3   | 118 | 127 | -9   |
| 7.  | TKH Toruń           | 36 | 53  | 17 | 0 | 19 | 2   | 4   | 124 | 118 | +6   |
| 8.  | KH Sanok            | 36 | 45  | 15 | 0 | 21 | 3   | 3   | 115 | 128 | -13  |
| 9.  | Polonia Bytom       | 36 | 29  | 10 | 0 | 26 | 4   | 3   | 98  | 138 | -40  |
| 10. | Unia Oświęcim       | 36 | 9   | 3  | 0 | 33 | 2   | 2   | 74  | 217 | -143 |

### II etap
Po czterech rundach liga została podzielona na dwie grupy: sześciozespołową i czterozespołową. W play-offach zagrają wszystkie drużyny z pierwszej grupy i dwie najlepsze z drugiej, zaś dwie pozostałe będą grały o utrzymanie, w II etapie zespoły rozpoczęły rywalizację z zaliczeniem punktów z pierwszego etapu.

#### Grupa mocniejsza

##### Tabela
L = lokata, M = liczba rozegranych spotkań, W = Wygrane (ogółem), P = Porażki (ogółem), R = Remisy, WpD = Wygrane po dogrywce, PpD = Porażki po dogrywce, G+ = Gole strzelone, G- = Gole stracone, Pkt = Liczba zdobytych punktów, +/− Różnica bramek
| L  | Drużyna             | M  | Pkt | W  | R | P  | WpD | PpD | G+  | G-  | +/− |
| -- | ------------------- | -- | --- | -- | - | -- | --- | --- | --- | --- | --- |
| 1. | GKS Tychy           | 46 | 97  | 33 | 0 | 13 | 4   | 2   | 171 | 107 | +64 |
| 2. | Cracovia            | 46 | 96  | 32 | 0 | 14 | 4   | 4   | 184 | 110 | +74 |
| 3. | Zagłębie Sosnowiec  | 46 | 88  | 29 | 0 | 17 | 2   | 3   | 166 | 130 | +36 |
| 4. | Stoczniowiec Gdańsk | 46 | 82  | 26 | 0 | 20 | 3   | 7   | 162 | 145 | +17 |
| 5. | Podhale Nowy Targ   | 46 | 69  | 24 | 0 | 22 | 5   | 2   | 183 | 154 | +29 |
| 6. | Naprzód Janów       | 46 | 62  | 21 | 0 | 25 | 4   | 3   | 147 | 177 | -30 |

#### Grupa słabsza

##### Tabela
L = lokata, M = liczba rozegranych spotkań, W = Wygrane (ogółem), P = Porażki (ogółem), R = Remisy, WpD = Wygrane po dogrywce, PpD = Porażki po dogrywce, G+ = Gole strzelone, G- = Gole stracone, Pkt = Liczba zdobytych punktów, +/− Różnica bramek
| L  | Drużyna       | M  | Pkt | W  | R | P  | WpD | PpD | G+  | G-  | +/−  |
| -- | ------------- | -- | --- | -- | - | -- | --- | --- | --- | --- | ---- |
| 1. | TKH Toruń     | 42 | 65  | 21 | 0 | 21 | 2   | 4   | 145 | 138 | +7   |
| 2. | KH Sanok      | 42 | 56  | 19 | 0 | 23 | 3   | 3   | 145 | 149 | -4   |
| 3. | Polonia Bytom | 42 | 38  | 13 | 0 | 29 | 4   | 3   | 117 | 156 | -39  |
| 4. | Unia Oświęcim | 42 | 13  | 4  | 0 | 38 | 2   | 3   | 90  | 244 | -154 |

## Play off

### Ćwierćfinały
GKS Tychy – KH Sanok 3 – 0
| 15 lutego 2008 | GKS Tychy | 3:2 D | KH Sanok | Stadion Zimowy |

| Godzina: 18:00 | M. Jakubik 30:33 (PP) A. Parzyszek 36:59 (PP) K. Śmiełowski 64:41 (PP) | (0:1, 2:0, 0:1, 1:0) | 08:18 (EQ) R. Kostecki 46:16 (PP) M. Radwański | Widzów: 1200 |

| 16 lutego 2008 | GKS Tychy | 4:0 | KH Sanok | Stadion Zimowy |

| Godzina: 18:00 | T. Wołkowicz 05:41 (EQ) P. Sarnik 08:47 (SH) A. Parzyszek 30:23 (EQ) R. Bacul 57:35 (EQ) | (2:0, 1:0, 1:0) |  | Widzów: 1500 |

| 19 lutego 2008 | KH Sanok | 0:6 | GKS Tychy | Arena Sanok |

| Godzina: 18:00 |  | (0:3, 0:2, 0:1) | 06:09 (EQ) T. Jakeš 06:41 (EQ) M. Jakubik 07:09 (EQ) A. Parzyszek 24:42 (EQ) M. Woźnica 36:19 (EQ) T. Wołkowicz 44:30 (SH) A. Parzyszek | Widzów: 2500 |

Cracovia – TKH Toruń 3 – 1
| 15 lutego 2008 | Cracovia | 2:0 | TKH Toruń | Sztuczne lodowisko im. „Rocha” |

| Godzina: 18:00 | D. Słaboń 28:43 (PP) D. Laszkiewicz 59:44 (EQ) | (0:0, 1:0, 1:0) |  | Widzów: 1000 |

| 16 lutego 2008 | Cracovia | 3:2 K | TKH Toruń | Sztuczne lodowisko im. „Rocha” |

| Godzina: 19:00 | J. Mihálik 11:42 (SH) G. Pasiut 50:52 (EQ) | (1:0, 0:2, 1:0, 0:0, 1:0) | 25:20 (EQ) P. Bomastek 34:43 (EQ) P. Bomastek | Widzów: 1000 |

| 19 lutego 2008 | TKH Toruń | 3:1 | Cracovia | Tor-Tor |

| Godzina: 18:15 | P. Bomastek 10:52 (PP) P. Bomastek 45:52 (PP) M. Mravec 55:15 (EQ) | (1:1, 0:0, 2:0) | 13:15 (EQ) D. Laszkiewicz | Widzów: 2000 |

| 20 lutego 2008 | TKH Toruń | 2:5 | Cracovia | Tor-Tor |

| Godzina: 18:15 | Z. Kubát 03:20 (PP) M. Jastrzębski 54:11 (EQ) | (1:0, 0:3, 1:2) | 21:09 (EQ) F. Drzewiecki 29:05 (PP) J. Mihálik 34:51 (EQ) J. Mihálik 41:41 (EQ) R. Verčík 43:23 (EQ) D. Słaboń | Widzów: 2500 |

Zagłębie Sosnowiec – Naprzód Janów 3 – 1
| 15 lutego 2008 | Zagłębie Sosnowiec | 1:2 | Naprzód Janów | Stadion Zimowy |

| Godzina: 19:15 | V. Luka 07:25 (EQ) | (1:0, 0:2, 0:0) | 22:58 (EQ) Ł. Elżbieciak 24:41 (EQ) P. Tabaček | Widzów: 2500 |

| 16 lutego 2008 | Zagłębie Sosnowiec | 5:3 | Naprzód Janów | Stadion Zimowy |

| Godzina: 18:00 | M. Jaros 06:58 (PP) T. Kozłowski 08:44 (EQ) M. Jaros 25:00 (EQ) Ł. Zachariasz 45:58 (EQ) M. Jaros 59:42 (EQ) | (2:1, 1:1, 2:1) | 10:45 (PP) M. Pohl 26:09 (PP) W. Wojtarowicz 43:22 (PP) W. Stachura | Widzów: 1700 |

| 19 lutego 2008 | Naprzód Janów | 2:5 | Zagłębie Sosnowiec | Jantor |

| Godzina: 18:00 | P. Gallo 17:38 (PS) M. Pohl 19:11 (EQ) | (2:2, 0:3, 0:0) | 01:33 (EQ) M. Jaros 10:17 (EQ) T. Bernat 22:31 (EQ) A. Labryga 28:22 (EQ) K. Horný 39:15 (EQ) M. Jaros | Widzów: 1000 |

| 20 lutego 2008 | Naprzód Janów | 2:4 | Zagłębie Sosnowiec | Jantor |

| Godzina: 18:00 | M. Gryc 08:19 (EQ) M. Gryc 42:58 (EQ) | (1:2, 0:1, 1:1) | 01:18 (EQ) T. Kozłowski 08:34 (EQ) T. Da Costa 34:30 (PP) V. Luka 40:27 (EQ) K. Horný | Widzów: 1100 |

Stoczniowiec Gdańsk – Podhale Nowy Targ 2 – 3
| 15 lutego 2008 | Stoczniowiec Gdańsk | 4:3 | Podhale Nowy Targ | Olivia |

| Godzina: 18:00 | M. Urbanowicz 09:12 (EQ) M. Furo 23:57 (EQ) W. Jankowski 29:42 (PP) M. Łopuski 34:34 (EQ) | (1:2, 3:0, 0:1) | 01:35 (EQ) D. Suur 16:45 (EQ) M. Kacíř 52:44 (EQ) K. Zapała | Widzów: 4000 |

| 16 lutego 2008 | Stoczniowiec Gdańsk | 5:4 D | Podhale Nowy Targ | Olivia |

| Godzina: 18:00 | T. Bigos 03:30 (PP) W. Jankowski 46:57 (EQ) W. Jankowski 48:47 (EQ) J. Vítek 51:58 (SH) J. Vítek 62:44 (EQ) | (1:1, 0:2, 3:1, 1:0) | 09:20 (PP) R. Sroka 26:26 (EQ) M. Voznik 37:45 (PP) Ł. Wilczek 52:16 (PP) R. Sroka | Widzów: 3500 |

| 19 lutego 2008 | Podhale Nowy Targ | 9:1 | Stoczniowiec Gdańsk | Miejska Hala Lodowa |

| Godzina: 18:00 | S. Biela 04:19 (EQ) J. Różański 10:59 (EQ) M. Baranyk 11:28 (EQ) J. Różański 13:32 (EQ) J. Różański 18:40 (PP) M. Baranyk 21:11 (EQ) M. Voznik 23:38 (EQ) Z. Podlipni 45:05 (EQ) D. Suur 50:20 (PP) | (5:0, 2:0, 2:1) | 47:04 (EQ) R. Škutchan | Widzów: 3500 |

| 20 lutego 2008 | Podhale Nowy Targ | 2:0 | Stoczniowiec Gdańsk | Miejska Hala Lodowa |

| Godzina: 18:00 | M. Voznik 10:46 (PP) K. Zapała 40:22 (SH) | (1:0, 0:0, 1:0) |  | Widzów: 3000 |

| 22 lutego 2008 | Stoczniowiec Gdańsk | 1:9 | Podhale Nowy Targ | Olivia |

| Godzina: 19:15 | M. Łopuski 15:53 (PP) | (1:4, 0:2, 0:3) | 01:03 (EQ) M. Baranyk 12:56 (PP) K. Zapała 13:41 (EQ) K. Zapała 17:25 (SH) M. Kacíř 26:34 (PP) Z. Podlipni 37:24 (EQ) S. Biela 48:59 (EQ) S. Biela 51:18 (EQ) T. Malasiński 52:05 (EQ) M. Sulka | Widzów: 4000 |

### Półfinały
GKS Tychy – Podhale Nowy Targ 4 – 2
| 27 lutego 2008 | GKS Tychy | 4:5 | Podhale Nowy Targ | Stadion Zimowy |

| Godzina: 18:00 | M. Garbocz 00:40 (EQ) T. Wołkowicz 06:35 (EQ) A. Gwiżdż 51:11 (EQ) T. Wołkowicz 58:30 (PP) | (2:1, 0:0, 2:4) | 13:32 (SH) M. Baranyk 44:47 (EQ) M. Baranyk 46:14 (EQ) M. Kacíř 46:43 (PP) M. Baranyk 52:03 (EQ) M. Kacíř | Widzów: 1500 |

| 28 lutego 2008 | GKS Tychy | 3:2 | Podhale Nowy Targ | Stadion Zimowy |

| Godzina: 18:00 | M. Garbocz 06:52 (PP) A. Parzyszek 33:10 (PP) K. Śmiełowski 59:22 (EQ) | (1:0, 1:0, 1:2) | 48:13 (PP) K. Zapała 50:59 (PP) D. Suur | Widzów: 1300 |

| 2 marca 2008 | Podhale Nowy Targ | 4:2 | GKS Tychy | Miejska Hala Lodowa |

| Godzina: 18:15 | R. Sroka 04:46 (PP) J. Różański 29:47 (EQ) Z. Podlipni 34:58 (PP) T. Malasiński 39:22 (EQ) | (1:0, 3:0, 0:1) | 32:40 (PP) A. Gwiżdż 51:08 (EQ) S. Krzak | Widzów: 4000 |

| 3 marca 2008 | Podhale Nowy Targ | 1:5 | GKS Tychy | Miejska Hala Lodowa |

| Godzina: 18:00 | M. Baranyk 06:58 (EQ) | (1:2, 0:2, 0:1) | 04:12 (EQ) S. Krzak 17:02 (PP) A. Parzyszek 23:12 (EQ) T. Proszkiewicz 25:15 (PP) S. Krzak 47:24 (EQ) T. Proszkiewicz | Widzów: 3500 |

| 5 marca 2008 | GKS Tychy | 3:2 | Podhale Nowy Targ | Stadion Zimowy |

| Godzina: 18:15 | T. Jakeš 05:01 (PP) P. Sarnik 15:06 (EQ) P. Sarnik 32:06 (EQ) | (2:1, 1:0, 0:1) | 14:25 (PP) K. Zapała 56:39 (PP) K. Zapała | Widzów: 1500 |

| 7 marca 2008 | Podhale Nowy Targ | 3:6 | GKS Tychy | Miejska Hala Lodowa |

| Godzina: 18:00 | M. Baranyk 24:02 (EQ) M. Kacíř 51:43 (EQ) K. Zapała 56:22 (EQ) | (0:1, 1:3, 2:2) | 14:11 (PP) S. Krzak 23:03 (EQ) T. Wołkowicz 28:07 (EQ) P. Sarnik 31:54 (PP) P. Sarnik 45:57 (EQ) K. Majkowski 50:01 (EQ) S. Krzak | Widzów: 2500 |

Cracovia – Zagłębie Sosnowiec 4 – 1
| 27 lutego 2008 | Cracovia | 3:1 | Zagłębie Sosnowiec | Sztuczne lodowisko im. „Rocha” |

| Godzina: 17:45 | L. Laszkiewicz 29:31 (SH) D. Słaboń 46:54 (PP) J. Kuc 50:17 (PP) | (0:1, 1:0, 2:0) | 04:13 (EQ) V. Luka | Widzów: 1000 |

| 28 lutego 2008 | Cracovia | 7:0 | Zagłębie Sosnowiec | Sztuczne lodowisko im. „Rocha” |

| Godzina: 18:00 | F. Drzewiecki 01:22 (EQ) R. Hlouch 15:56 (EQ) J. Kuc 40:16 (PP) V. Búřil 40:33 (PP) D. Słaboń 42:34 (PP) D. Laszkiewicz 49:45 (EQ) V. Búřil 52:54 (PP) | (2:0, 2:0, 5:0) |  | Widzów: 1000 |

| 2 marca 2008 | Zagłębie Sosnowiec | 3:5 | Cracovia | Stadion Zimowy |

| Godzina: 17:00 | M. Kozłowski 27:30 (EQ) V. Luka 32:04 (EQ) A. Holík 38:25 (EQ) | (0:3, 3:1, 0:1) | 01:49 (PP) R. Verčík 03:36 (EQ) D. Laszkiewicz 17:42 (EQ) L. Laszkiewicz 39:14 (PP) P. Noworyta 44:24 (EQ) F. Drzewiecki | Widzów: 1500 |

| 3 marca 2008 | Zagłębie Sosnowiec | 3:2 D | Cracovia | Stadion Zimowy |

| Godzina: 19:15 | M. Belica 33:11 (EQ) M. Jaros 59:37 (EQ) T. Da Costa 61:24 (EQ) | (0:1, 1:1, 1:0, 1:0) | 08:52 (SH) R. Verčík 38:39 (EQ) D. Laszkiewicz | Widzów: 800 |

| 5 marca 2008 | Cracovia | 3:0 | Zagłębie Sosnowiec | Sztuczne lodowisko im. „Rocha” |

| Godzina: 17:00 | L. Laszkiewicz 13:21 (EQ) V. Búřil 14:29 (PP) G. Pasiut 53:49 (PP) | (2:0, 0:0, 1:0) |  | Widzów: 1000 |

### Finały

#### Finał
GKS Tychy – Cracovia 2 – 4
| 14 marca 2008 | GKS Tychy | 1:5 | Cracovia | Stadion Zimowy |

| Godzina: 19:15 | S. Krzak 18:23 (SH) | (1:1, 0:2, 0:2) | 03:07 (EQ) M. Badžo 23:10 (EQ) D. Słaboń 28:39 (EQ) M. Badžo 49:17 (EQ) J. Mihálik 52:32 (EQ) M. Badžo | Widzów: 1300 |

| 15 marca 2008 | GKS Tychy | 2:1 | Cracovia | Stadion Zimowy |

| Godzina: 20:15 | S. Krzak 29:39 (PP) R. Bacul 45:57 (PP) | (0:0, 1:0, 1:1) | 51:55 (PP) D. Słaboń | Widzów: 1300 |

| 18 marca 2008 | Cracovia | 3:2 | GKS Tychy | Sztuczne lodowisko im. „Rocha” |

| Godzina: 20:00 | D. Laszkiewicz 13:51 (PP) P. Noworyta 26:16 (PP) G. Pasiut 54:40 (EQ) | (1:0, 1:1, 1:1) | 22:42 (PP) T. Wołkowicz 47:27 (PP) S. Krzak | Widzów: 3000 |

| 19 marca 2008 | Cracovia | 1:2 D | GKS Tychy | Sztuczne lodowisko im. „Rocha” |

| Godzina: 20:00 | D. Słaboń 52:15 (SH) | (0:1, 0:0, 1:0, 0:1) | 07:30 (EQ) R. Bacul 63:53 (EQ) A. Parzyszek | Widzów: 3000 |

| 21 marca 2008 | GKS Tychy | 2:3 K | Cracovia | Stadion Zimowy |

| Godzina: 20:00 | A. Bagiński 18:48 (EQ) A. Parzyszek 27:53 (PP) | (1:0, 1:2, 0:0, 0:0, 0:1) | 22:03 (EQ) M. Badžo 33:56 (EQ) D. Słaboń |  |

| 24 marca 2008 | Cracovia | 2:0 | GKS Tychy | Sztuczne lodowisko im. „Rocha” |

| Godzina: 15:00 | J. Kłys 27:28 (PP) Vladimír Búřil 58:36 (EQ) | (0:0, 1:0, 1:0) |  | Widzów: 3000 |

#### o 3. miejsce
Zagłębie Sosnowiec – Podhale Nowy Targ 1 – 3
| 12 marca 2008 | Zagłębie Sosnowiec | 2:5 | Podhale Nowy Targ | Stadion Zimowy |

| Godzina: 18:00 | V. Luka 34:57 (EQ) A. Labryga 35:38 (EQ) | (0:2, 2:2, 0:1) | 04:33 (PP) Z. Podlipni 14:27 (EQ) Z. Podlipni 32:25 (EQ) D. Suur 38:54 (EQ) B. Piotrowski 57:42 (EQ) K. Zapała | Widzów: 1200 |

| 14 marca 2008 | Podhale Nowy Targ | 4:3 pd. | Zagłębie Sosnowiec | Miejska Hala Lodowa |

| Godzina: 18:00 | M. Kacíř 03:56 (EQ) S. Biela 10:06 (EQ) D. Suur 41:06 (EQ) K. Zapała 61:13 (EQ) | (2:1, 0:0, 1:2, 1:0) | 18:20 (EQ) K. Horný 51:39 (PP) T. Da Costa 57:09 (EQ) P. Dronia | Widzów: 500 |

| 16 marca 2008 | Zagłębie Sosnowiec | 1:0 pk. | Podhale Nowy Targ | Stadion Zimowy |

| Godzina: 17:00 |  | (0:0, 0:0, 0:0, 0:0, 1:0) |  | Widzów: 600 |

| 14 marca 2008 | Podhale Nowy Targ | 10:2 | Zagłębie Sosnowiec | Miejska Hala Lodowa |

| Godzina: 18:00 | M. Kacíř 20:43 (EQ) M. Baranyk 21:23 (EQ) Ł. Wilczek 25:33 (PP) M. Voznik 26:03 (EQ) K. Zapała 37:11 (EQ) M. Baranyk 39:21 (PP) M. Sulka 50:51 (EQ) P. Ziętara 53:34 (EQ) M. Voznik 55:00 (EQ) Z. Podlipni 58:14 (EQ) | (0:0, 6:1, 4:1) | 31:42 (PP) M. Belica 47:07 (EQ) A. Chabior | Widzów: 800 |

## Play out
Polonia Bytom – Unia Oświęcim 4 – 3
| 17 lutego 2008 | Polonia Bytom | 7:1 | Unia Oświęcim | Lodowisko przy ul. Pułaskiego |

| Godzina: 18:00 | J. Luštinec 08:49 (PP) J. Luštinec 22:26 (EQ) K. Kuźniecow 24:24 (EQ) P. Tokoš 26:40 (EQ) K. Kuźniecow 28:04 (PP) M. Krokosz 41:44 (EQ) A. Banaszczak 58:43 (PP) | (1:0, 4:1, 2:0) | 24:08 (EQ) M. Szewczyk | Widzów: 2500 |

| 22 lutego 2008 | Unia Oświęcim | 5:4 K | Polonia Bytom | Hala Lodowa MOSiR |

| Godzina: 18:00 | M. Ryczko 19:34 (EQ) M. Modrzejewski 35:09 (PP) M. Buček 53:41 (EQ) M. Zubek 54:49 (EQ) | (1:2, 1:2, 2:0, 0:0, 1:0) | 01:13 (EQ) Ł. Rutkowski 15:18 (PP) P. Tokoš 24:44 (EQ) D. Puzio 28:57 (EQ) J. Luštinec | Widzów: 2500 |

| 24 lutego 2008 | Unia Oświęcim | 2:5 | Polonia Bytom | Hala Lodowa MOSiR |

| Godzina: 17:00 | M. Modrzejewski 05:46 (EQ) M. Zubek 58:55 (SH) | (1:1, 0:1, 1:3) | 12:56 (PP) J. Luštinec 24:01 (EQ) Ł. Rutkowski 45:26 (EQ) G. Da Costa 49:22 (EQ) B. Salamon 53:47 (PP) P. Garbarczyk | Widzów: 3500 |

| 29 lutego 2008 | Polonia Bytom | 5:1 | Unia Oświęcim | Lodowisko przy ul. Pułaskiego |

| Godzina: 16:30 | P. Urban 10:44 (PP) K. Kuźniecow 33:31 (PP) B. Salamon 46:14 (SH) B. Salamon 51:51 (SH) B. Salamon 57:30 (EQ) | (1:0, 1:0, 3:1) | M. Buček 58:51 (EQ) | Widzów: 1800 |

| 2 marca 2008 | Polonia Bytom | 3:4 | Unia Oświęcim | Lodowisko przy ul. Pułaskiego |

| Godzina: 18:00 | D. Puzio 31:24 (EQ) D. Puzio 38:13 (PP) G. Da Costa 55:33 (EQ) | (0:2, 2:0, 1:2) | 13:32 (PP) M. Zubek 19:01 (EQ) Ł. Sękowski 48:50 (EQ) M. Buček 56:00 (EQ) M. Szewczyk | Widzów: 3000 |

| 7 marca 2008 | Unia Oświęcim | 4:2 | Polonia Bytom | Hala Lodowa MOSiR |

| Godzina: 18:00 | P. Valušiak 00:22 (EQ) M. Szewczyk 43:11 (EQ) M. Szewczyk 47:43 (PP) M. Ryczko 50:14 (EQ) | (1:0, 0:1, 3:1) | 22:06 (PP) M. Piecuch 46:15 (PP) P. Tokoš | Widzów: 4000 |

| 9 marca 2008 | Polonia Bytom | 3:2 | Unia Oświęcim | Lodowisko przy ul. Pułaskiego |

| Godzina: 18:00 | J. Luštinec 33:25 (PP) P. Urban 37:40 (PP) B. Kowalski 42:12 (EQ) | (0:2, 2:0, 1:0) | 13:51 (EQ) P. Valušiak 15:54 (EQ) M. Buček | Widzów: 3000 |

## Ostateczna kolejność
| M  | Nazwa klubu         |
| 1  | Cracovia            |
| 2  | GKS Tychy           |
| 3  | Podhale Nowy Targ   |
| 4  | Zagłębie Sosnowiec  |
| 5  | Stoczniowiec Gdańsk |
| 6  | Naprzód Janów       |
| 7  | TKH Toruń           |
| 8  | KH Sanok            |
| 9  | Polonia Bytom       |
| 10 | Unia Oświęcim       |

Legenda:
|  | Puchar Kontynentalny |
|  | Spadek do I ligi     |

Awans do Ekstraligi – GKS Jastrzębie

## Skład mistrza Polski
Skład mistrza Polski – Cracovii (pochylonym drukiem zawodnik, który odszedł w trakcie sezonu):
- Bramkarze: Rafał Radziszewski, Paweł Jakubowski.
- Obrońcy: Vladimír Búřil, Marian Csorich, Aleš Černý, Mariusz Dulęba, Jarosław Kłys, Jarosław Kuc, Tomasz Landowski, Oktawiusz Marcińczak, Patryk Noworyta, Patryk Wajda.
- Napastnicy: Marek Badžo, Marcin Cieślak, Filip Drzewiecki, Mateusz Dubel, Roman Hlouch, Andrej Kmeč, Sebastian Kowalówka, Daniel Laszkiewicz, Leszek Laszkiewicz, Jozef Mihálik, Grzegorz Pasiut, Michał Piotrowski, Damian Słaboń, Dmitrij Spirin, Stanisław Urban, Rudolf Verčík, Sebastian Witowski.